# チャド・ヘイガ
チャド・ヘイガ（Chad Haga、1988年8月26日 - ）はアメリカ合衆国・テキサス州マッキニー出身の自転車競技選手。
チャド・ハガと表記されることが多いが、‘Hayga,’が正しい発音であるとインタビュー内で語っている。またチームがYouTubeにアップロードしている動画でも本人がそのように発音していることから、本項はこれに倣って表記する。

## 主な戦績

### 2013
- ツアー・オブ・エルク・グローヴ 区間優勝(プロローグ)

### 2019
- ジロ・デ・イタリア 区間優勝(第21ステージ・個人タイムトライアル)